# Ngư lôi Type 97
Ngư lôi Shiki 97 (九七式魚雷) là loại ngư lôi có đường kính 450 mm được dùng bởi Hải quân Hoàng gia Nhật Bản trong chiến tranh thế giới thứ hai. Được sử dụng bởi tàu ngầm lớp Ko-hyoteki, ngư lôi này có cơ sở dựa trên ngư lôi kiểu 93 loại được sử dụng trên nhiều tàu ngầm lớn của Nhật Bản, nhưng được thiết kế nhỏ hơn do kích thước 533mm của hai ống ngư lôi của tàu ngầm loại nhỏ này.
Tuy nhiên nó không được thành công lắm. Mẫu đầu tiên được sử dụng trong trận Trân Châu cảng sau đó được chỉnh sửa lại và được biết đến như Shiki 97 cải tiến đôi khi được gọi là Shiki 98. Nó mang đầu đạn có 350 kg thuốc nổ với tầm bắn 5,5 km và có tốc độ 44 hải lý (81 km/h).

## Shiki 97 cải tiến
Bốn quả Shiki 97 cải tiến đã được sử dụng trong cuộc tấn công cảng Sydney vào những giờ đầu của ngày 01 tháng 06 năm 1942. Hai quả đã được bắn bởi chiếc M-24 nhắm vào chiếc tàu tuần dương hạm của Hoa Kỳ chiếc USS Chicago. Cả hai đều trật tuy nhiên một quả đã đánh chìm chiếc tàu HMAS Kuttabul và làm thiệt mạng 19 thủy thủ của hải quân hoàng gia Úc và 2 thủy thủ hải quân hoàng gia Anh, quả còn lại bị mắc cạn trên bờ biển của đảo Garden nhưng không phát nổ.
Hai quả được tin là đã được bắn bởi chiếc M-21 do khi được trục vớt lên mọi người thấy các ống ngư lôi của nó bị phá hủy gần như hoàn toàn cho thấy rằng các ngư lôi đã được bắn nhưng bị kẹt không ra ngoài được vì phần đầu của nó đã bị hư hại và đã phát nổ ngay trong ống cùng với khối thuốc nổ nhét trong tàu. Chiếc M-21 bị đâm bởi chiếc HMAS Yandra và bị ném bom chống tàu ngầm vào khoảng 11:00 tối nhưng vẫn có thể tự sửa chữa và vào trong cảng Sydney vào 03:01 sáng. Chiếc M-21 có thể bị chìm vào khoảng thời gian nào đó trong đêm khi nó tự phát nổ.